# Dobrnič
Dobrnič (242 mnm) je naselje in krajevna skupnost občine Trebnje. Leži ob cesti Žužemberk-Trebnje. Je največji kraj v Dobrniški kotlini (oz. Dobrniškem polju) za katero so poleg dobrniškega polja značilne številne kraške jame, vrtače in uvale. Kotlino z vseh strani obdajajo hribi: Trebnji vrh (581 m), Gorenji vrh (482 m), Ostri vrh (519 m), Lisec (565 m), Vavpški hrib (386 m) in Kozjak (457 m), odpira pa se v treh smereh, kjer tečejo tudi glavne prometne poti proti Trebnjem, Žužemberku in Mirni Peči. V ravninskem delu so plodne njivske površine, na prisojnih legah Lisca in Šmavra vinogradi, okoliške hribe pa povečini pokriva gozd. 
Območje Dobrniča je bilo zgodaj poseljeno že v prazgodovini, o čemer pričajo halštatske gomile pri Dobrniču, Revi ter Dobravi, zlasti pa sledovi utrjenega gradišča Cvinger nad vasjo Korita. Prve gomile so izkopali že leta 1884. Prve arheološke raziskave območja so se začele v 90. letih 19. stoletja, ko je večino gomil izkopal arheolog samouk Jernej Pečnik. Prve najdbe so iz začetka stareješe železne dobe. Najstarejšo najdbo predstavlja igla z gobasto glavico, najdene pa so bile še fibule, nakit, čelade in ostanki sulic ter izdelki iz keramike. Najdbe danes hranita Narodni muzej Slovenije v Ljubljani in Naravoslovni muzej na Dunaju. Sama poselitev je vidna skozi vso halštatsko obdobje, posebno pa se je okrepila v 6. in 5. stoletju pr. n. št., na kar nakazuje najdba dvogrebenaste čelade. O naselitvi v rimski dobi govore rimski grobovi v Gorenjem Kamenju in Koritih, najdbe rimskih novcev v Dobrniču in na Cvingerju ter rimska cesta, ki je vodila iz Trebnjega skozi Dobrnič v Žužemberk.
Današnja naselja znotraj krajevne skupnosti Dobrnič so verjetno nastala na osnovah prejšnjih, njihova imena pa najbrž izvirajo iz imen ustanoviteljev. Tako naj bi bil Dobrnič poimenovan po ustanovitelju Doberniku, v pisnih virih pa se kraj prvič omenja leta 1136. Vas naj bi takrat obsegala 10 lesenih hiš s cerkvijo, leta 1718 pa naj bi v celoti pogorela. V naselju  je ohranjenih več primerkov značilne podeželske arhitekture: hiš, podov, kašč in kozolcev. Zaokrožen trg v starem jedru Dobrniča obdaja nekaj ohranjenih starejših hiš, med katerimi so najbolj zanimive Kalanova hiša s tlorisom črke L, Bognarjeva hiša (je tudi rojstna hiša skladatelja Srečka Koporca ter župnišče. Na griču Marnice nad Dobrničem je spominsko obeležje na množičnem grobu padlih partizanov, na pokopališču za cerkvijo pa stojita ločena spomenika padlim partizanom in žrtvam medvojnega in povojnega nasilja. Pred kulturnim domom stoji spomenik padlemu heroju Jožetu Slaku-Silvu. Med zanimivostmi v neposredni okolici Dobrniča velja omeniti pestro in razgibano krajino, ostanke gradu Kozjek, na katerega se nanaša istoimenska Jurčičeva povest, ter številne naravne in kulturne znamenitosti.
Na območju krajevne skupnosti Dobrnič, ki obsega 16 vasi, je po podatkih popisa prebivalstva leta 2002 v 239 gospodinjstvih živelo 787 prebivalcev, kar je le 42 več kot leta 1991 in skoraj polovica manj kot leta 1869 (1182 prebivalcev). Odseljevanju so tako kot v drugih manj razvitih območjih slovenskega podeželja botrovali boljši življenjski pogoji zunaj domačega kraja. V obdobju 1991-2002 se je odseljevanje zaustavilo predvsem zaradi izboljšanja življenjskih pogojev in infrastrukture ter dnevnih delovnih migracij pretežno v Trebnje, Novo mesto in Ljubljano. Ker je Dobrniška kotlina z dobrniškim poljem izrazito kmetijsko območje, se večina gospodinjstev poklicno ali ob zaposlitvi ukvarja s kmetovanjem. Prevladujeta reja govedi in pridelava mleka, prisojne lege Šmavra in Liseca pa so posejane z vinogradi in zidanicami pretežno ljubiteljskih vinogradnikov.

## Župnijska cerkev
župnijska cerkev Sv. Jurija se v zgodovinskih virih prvič omenja leta 1296. V začetku srednjega veka je Dobrnič postal središče pražupnije, ki je poleg dobrniške obsegala še okoliške župnije Žužemberk, Šmihel pri Žužemberku, Sela-Šumberkin Ajdovec. Leta 1399 je bila pražupnija pridružena Stiškemu samostanu. Prva cerkev je leta 1718 pogorela. Sedanjo baročno cerkev so začeli graditi leta 1777 po načrtih iz krogov arhitekta Leopolda Hoferja, bogoslužnemu namenu pa je bila predana leta 1785. Glavni oltar iz 19. stoletja je posvečen farnemu zavetniku sv. Juriju, stranska oltarja v plitvih kapelah pa sv. Antonu Padovanskemu in Žalostni Materi Božji. 
Pri starem Dobrničevem krstnem kamnu sta bila krščena misijonarski škof med ameriškimi Indijanci Friderik Baraga (1797–1868) in pokojni ljubljanski nadškof dr. Alojzij Šuštar (rojen leta 1920 na Grmadi pri Trebnjem, + 2007). V cerkvi je doprsni kip škofa Barage, delo akademskega kiparja Alojzija Progarja, rojenega v bližnji Mirni Peči. Križev pot je delo slikarja Simona Ogrina iz leta 1885, v cerkvi pa najdemo tudi platno Antona Postla. spovednici sta narejeni po načrtih velikega slovenskega arhitekta Jožeta Plečnika, železna vrata pri Baragovem krstnem kamnu po načrtih arhitekta Valentinčiča, vetrolovna vrata pa po načrtih arhitekta Franceta Kvaternika. Orgle iz leta 1968 imajo 21 registrov, načrt za orgelsko omaro pa je delo arhitektke Erne Tomšič. Cerkvene klopi so delo mizarja Jožeta Petka iz Dobrniča. Dobrniška župnija ima tudi osem podružničnih cerkva.

## Spominska soba 1. kongresa Slovenske protifašistične ženske zveze
Spominska soba v Kulturnem domu v Dobrniču približa obiskovalkam in obiskovalcem podobo težkega časa, v katerem je potekal kongres - edinstven v takratni Evropi. Pomembno spodbujevalno in povezovalno vlogo je v narodno osvobodilnem boju v Sloveniji odigrala Slovenska protifašistična ženska zveza (SPŽZ), katere ustanovni kongres je potekal v Dobrniču sredi hude vojne vihre. Kongres, ki ga je pozdravil tudi predstavnik anglo-ameriške vojaške misije major William Jones, je zasedal od sobote 16. oktobra zvečer do (okoli) tretje ure zjutraj v ponedeljek 18. oktobra 1943. v Kulturnem domu. Delegatke za kongres so bile izvoljene v vseh delih Slovenije ter v vseh vojaških enotah, v katerih so delovale žensk, udeležilo pa se ga je okrog 160 delegatk in gostov.

## Pokrajinska noša
Ideja o obuditvi pokrajinske noše je v Kulturno turističnem društvu Dobrnič začela tleti  že pred leti, bolj intenzivno pa so se je lotili potem, ko je eden izmed članov društva v cerkvici Sv. Križa na Liscu opazil sliko z letnico 1832 in na njen naslikana pražnje oblečena moža in ženo, ki se priporočata zavetniku cerkvice na Liscu. Upravni odbor društva se ja zavedal zahtevnosti naloge in z izvedbo projekta ni hitel. Strokovno pomoč pri obuditvi noše je poiskal pri vodilni strokovnjakinji za oblačilno kulturo na Slovenskem, etnologinji dr. Marije Makarovič, ki nam je z veseljem priskočila na pomoč. Tudi ona je k projektu pristopila z veliko mero previdnosti in strokovnosti. Najprej so se lotili raziskave, ki je temeljila na zbiranju starih fotografij, pričevanj najstarejših prebivalcev, pa tudi zbiranja še obstoječih starih oblačil. Na srečo so zbrali dovolj strokovnih podlag za izvedbo dveh parov noše, nekoliko starejšega iz začetka 19. stoletja in nekoliko modernejšega iz začetka 20. stoletja. V zadnjem primeru so uspeli najti avtentični primerek ohranjene ženske noše iz tega obdobja, ki jim ga je podarila ga. Vida Marn, po rodu iz Železnega. V procesu izdelave noše so se pojavljale različne težave. Predvsem je bilo težko priti do čim bolj izvirnih materialov prave teksture in barve, saj so vse naše tekstilne tovarne prenehale s proizvodnjo materialov kot so volneno sukno in laneno platno. Če je ustrezal material, pa barva ni bila prava. Poustvarjanje noše ni lahka naloga niti za krojače in šivilje. Izdelave noše so se na podlagi strokovnega vodstva in nasvetov ter dokumentarnega gradiva dr. Makarovičeve lotili šivilja Angelca Oven iz Sada pri Šentivdu pri Stični, krojač  Anton Prosen iz Šentvida pri Stični, klobučarka Mimi Dobnikar iz Ljubljane in čevljar Jakob Jereb iz Šentjakoba pri Ljubljani, pri barvanju blaga pa je sodelovala tudi Naravoslovno-tehniška fakulteta - Oddelek za tekstilstvo. Društvo je prvi par noše iz  začetka 20. stoletja predstavilo že v lanskem letu, letos pa še starejši par noše, ki je datiran v začetek 19. stoletja. Slednja, ki si jo lahko ogledate na sliki, je rekonstruirana po najboljših močeh vseh vpletenih v proces izdelave. Seveda noše ne bi bilo brez finančne podpore Občine Trebnje, ki je imela že od vsega začetka velik posluh za podporo njihovim projektom. 

## Pot Mare Rupena
Pot Mare Rupena je bila zasnovana v letu 2003 na pobudo Društva Dobrnič, ob podpori Občine Trebnje, KS Dobrnič in Kulturno turističnega društva Dobrnič in velikem angažiranju pripravljalnega odbora, kot trajen spomin na leta 2003 umrlo Maro Rupena (rojeno leta 1918 v Mirni Peči), delegatko prvega kongresa Slovenske protifašistične ženske zveze in na kongresu izvoljene prve sekretarke te organizacije ter kot na neumorno aktivistko za izboljšanje položaja kmečkih žensk in razvoj slovenskega podeželja, posebej manj razvitih območij Dolenjske. Po njeni zaslugi je bil prav na območju KS Dobrnič izpeljan odmeven FAO projekt za razvoj kmetijstva in podeželja (1985-1988).
Evropski pešpoti E-6 in E-7 v Sloveniji sta del mreže pešpoti, ki prečijo Evropo. Evropska pešpot E-6 teče od mejnega prehoda Radlje do Kastava nad Reko. Evropska pešpot E-7 pa od mejnega prehoda Robič do Hodoša. Poti so označene z okroglimi rdeče-rumenimi markacijami, odcepi pa z isto obliko in barvo markacije, le notranji in zunanji pas markacije se po barvi zamenjata. Namen popotništva po evropskih pešpoteh je spoznavanje ljudi, krajev ter naravne in kulturne dediščine, predvsem pa povezovanje ljudi različnih narodov in kultur. Evropske pešpoti vabijo, da bi po njih hodili z ramo ob rami, zazrti v skupne cilje in sožitje, v dobro vseh. (iz govora g. Toneta Lesnika, ob otvoritvi poti leta 2003 v Dobrniču).
Krak E-7 - Pot Mare Rupene, vas vodi preko gozdov, travnikov, rodovitnih polj in vinogradov ter vasi razgibane dolenjske pokrajine. Vse to predstavlja bogastvo naše naravne in kulturne dediščine in je delo narave ali pridnih človeških rok. Varujmo in ohranjajmo to bogastvo, da ga bodo lahko občudovali tudi tisti, ki pridejo za nami. Pot je označena z rdeče-rumenimi markacijami, ki se jih držite, da se na poti ne bi izgubili ali prispevali k uničevanju okolja in po nepotrebnem plašili divjadi. Nadihajte se svežega zraka in se naužijte lepot dolenjskega kraškega sveta, pri čemer ne spreglejte vasic in če le utegnete spregovorite tudi s prijaznimi domačini.
Pot poteka od Dolenjskih Toplice preko Globodola in Šmavra do Dobrniča (okrog 22 km oz. 7 ur zmerne hoje) in z druge strani iz Žužemberka preko Lisca do Dobrniča (12 km oz. 4 ure zmerne hoje). Izhodišče v Dolenjskih Toplicah je na Zdraviliškem trgu (pred hoteloma), v Žužemberku pa na trgu pred gradom. Pot je markirana. Žig poti lahko prejmete v okrepčevalni Škrjanec v Dobrniču.

## Vaške igre
Vsako leto v Krajevni skupnosti Dobrnič pripravijo vaške igre na katerih se zberejo ekipe mladih in starih iz vseh vasi v KS in se med seboj pomerijo za prvo mesto. Glavni namen tega druženja je povezati krajene med sabo zgladiti vse medsebojne spore, ki se pojavijo preko leta.

## Ženski pevski zbor
Ženski pevski zbor Kulturno turističnega društva Dobrnič je začel delovati v letu 2003. Pevski zbor, ki je oblikovan kot sekcija Kulturno turistično društvo Dobrnič  sestavlja 12 članic  z območja Dobrniča. Že od začetka ga vodi lokalna kulturna zanesenjakinja, Mateja Glivar iz Korit. Zbor vsako leto priredi tudi letni koncert na katerem se pevke predstavijo z najnovejšimi ljudskimi in umetnimi pesmimi iz svojega, vsako leto obširnejšega, repertoarja.

## Človeška ribica
Med čiščenjem izvira Žiberščice v bližnjih Stranjah so našli 16 človeških ribic, zaradi česar so območje zaščitili in o najdbi obvestili Zavod za varstvo narave iz Novega mesta. Andrej Hudoklin, strokovnjak z zavoda, je o najdbi dejal: »Lokacije človeške ribice na tem koncu so zelo redke, ker je tu že meja med kraškim in nekraškim svetom.«